# Мемориал Великой Отечественной войны (Дмитриев)
Мемориал Великой Отечественной войны — 17-метровая гранитная стрела, находящаяся на главной площади города Дмитриева (Курская область).

## История
В 1943 году, после того как Дмитриев освободили от гитлеровцев, Райком партии по просьбе населения решил до создания постоянного обелиска воздвигнуть временный памятник. Разработать проект памятника в 2-хдневный срок должен был преподаватель рисования Дмитриевского педагогического училища Л. А. Праведников. Председатель горсовета К. Т. Таратухин обязывался достать нужный материал. Город после войны был разрушен. Из материалов только можно было достать доски и железо с разрушенных домов. Через два дня проект памятника был представлен Л. А. Праведниковым, 1-му секретарю Райкома партии Свирину, и тот был им утверждён.
…Памятник состоял из четырёхугольного деревянного пьедестала, на лицевой и боковых сторонах которого на вынимающихся рамах были написаны фамилии командиров и бойцов партизанского отряда, погибших в боях с немцами. На пьедестале возвышалась вырезанная из толстых досок, изображённая до пояса фигура партизана бросавшего гранату. Сзади него помещалась большая, сделанная из дерева и обитая железом, пятиконечная звезда, над которой на белой ленте, сделанной из железа, была надпись «Смерть немецким захватчикам!»…

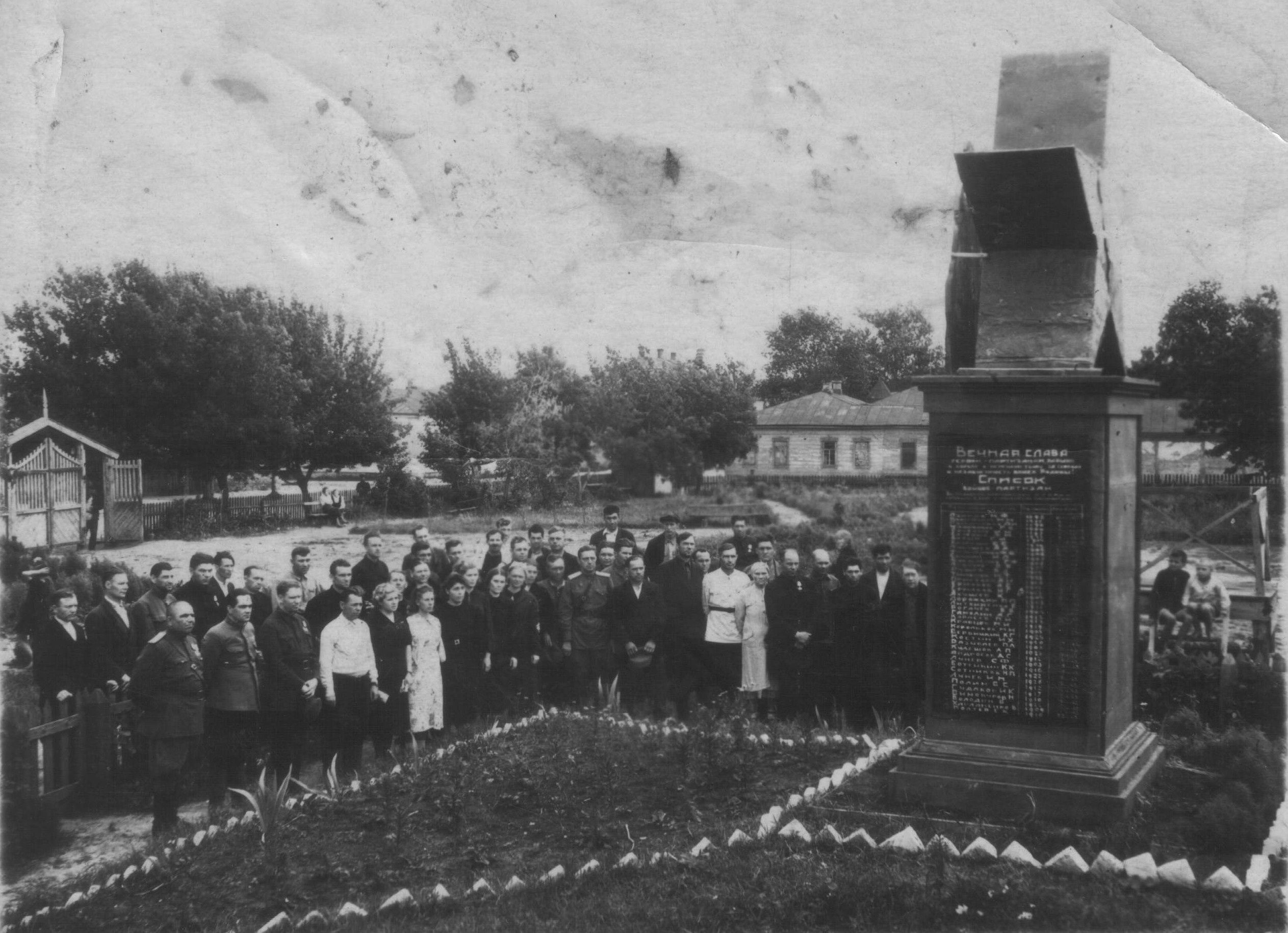
Первый памятник партизанам в центре Дмитриева, 1940-е годы

2 ноября 1947 года на главной площади города воздвигнут величественный памятник, который спроектировал архитектор Филасов в честь 110-ти партизан Дмитриевского отряда, погибших в войне с немецко-фашистскими захватчиками за свободу своей Родины. Памятник — один из самых красивых монументов в истории Курского края.